# Jakub Romaszkan
Jakub Antoni Grzegorz Romaszkan, baron herbu własnego (ur. 18 lipca 1843 w Burakówce, zm. 14 czerwca 1922 w Meuer pod Wiedniem) – ziemianin, poseł do austriackiej Rady Państwa.

## Życiorys
W latach 1855–1862 uczył się w Theresianum w Wiedniu, gdzie uzyskał maturę.
Ziemianin, właściciel od 1857 dóbr Koszyłowce, Popowce, Sadki, w pow. zaleszczyckim, a następnie klucza dóbr Horodenka, którym zaczął zarządzać jeszcze pod koniec życia swego ojca. Wprowadził w nich uprawę buraków cukrowych i hodowlę nowych ras bydła mlecznego,  oraz rozwinął tradycyjne uprawy (kukurydza, chmiel, tytoń). Modernizując gospodarstwo zbudował rafinerię cukru, browar, fabrykę cykorii i kawy zbożowej, gorzelnię w Horodence a także gorzelnię w Siemakowcach. Założył także stadninę i hodowlę rasowych półarabów. Konie z niej pochodzące nie tylko startowały i wygrywały w wielu gonitwach konnych, ale także stały się zaczątkiem hodowli w wielu stadninach Europy Południowo-Wschodniej.  Był rzecznikiem postępu w rolnictwie, w jego wzorowo prowadzonym majątku odbywali praktykę młodzi ziemianie z Galicji. Od 1861 członek a następnie członek (1867-1914) i prezes (1874-1883, 1885-1889) oddziału pokuckiego, w l. 1870-1873 był także członkiem oddziału buczacko-zaleszczyckiego Galicyjskiego Towarzystwa Gospodarskiego. Organizator wystawy rolniczej w Horodence (1869). Członek Wydziału Okręgowego w Zaleszczykach (1878-1882) i Horodence (1869-1914) oraz delegat na ogólne zgromadzenia (1869-1871) Galicyjskiego Towarzystwa Kredytowego Ziemskiego. Członek kuratorium niższej szkoły rolniczej w Horodence (1886-1899). Swoje zyski z majątku inwestował także w innych dziedzinach gospodarki, m.in. 2 latach 1883-1884 otrzymał dwie koncesje na budowę linii kolejowych z Horodenki (do Załucza i Śniatynia). Wiceprezes zarządu kolei Delatyn-Kołomyja-Stefanówka (1906-1908). Był także członkiem Centralnego Związku Galicyjskiego Przemysłu Fabrycznego.  
Członek Krajowego Komitetu dla spraw chowu koni w Galicji (1883-1887). Członek Powiatowej Komisji Szacunkowej podatku gruntowego w Horodence (1871-1888) oraz zastępca członka Powiatowej Komisji Szacunkowej podatku gruntowego w Zaleszczykach (1871-1876). W latach 1867–1874, 1876-1891 i 1902-1910 członek Rady Powiatu oraz zastępca członka (1867-1874, 1879-1881) i członek (1886-1891) Wydziału Powiatowego w Horodence. Członek Rady Powiatu (1869-1873, 1876-1882) oraz członek (1869-1873) Wydziału Powiatowego w Zaleszczykach i członek Okręgowej Rady Szkolnej w Zaleszczykach (1880-1882). Burmistrz miasta Horodenka (1874-1890). Mieszkańcy zarzucali mu w skargach do Wydziału Krajowego liczne nadużycia, niesprawiedliwości i „absolutny, despotyczny rząd”. W rezultacie w  kwietniu 1890 roku Wydział Krajowy rozwiązał radę gminną z uwagi na nadużycia finansowe.  
Był posłem do austriackiej Rady Państwa VI kadencji (4 grudnia 1884 - 23 kwietnia 1885) i VII kadencji (22 września 1885 - 23 stycznia 1891) wybieranym w kurii I (wielkiej własności ziemskiej) w okręgu wyborczym nr 18 (Kołomyja-Horodenka-Śniatyn-Kosów-Nadwórna). Pierwszy raz został wybrany w wyborach uzupełniających po rezygnacji Mikołaja Krzysztofowicza w 1885. W parlamencie austriackim należał do grupy posłów konserwatywnych - Koła Polskiego. Podczas pobytu w Wiedniu zaprzyjaźnił się ze znanym hulaką i jednocześnie ministrem Oliverem Bacquehem i wraz z nim prowadził bujne życie towarzyskie. 
Zaangażowanie w działalność polityczną, ale przede wszystkim jego nieostrożna a zarazem mało profesjonalna gra na  giełdach – wiedeńskiej i budapesztańskiej spowodowała zubożenie a zarazem zadłużenie właściciela Horodenki. Na początku XX wieku spłaty procentów i sum kredytowych pochłaniały zyski z klucza dóbr. Zagrożony przymusową licytacją w 1912 roku sprzedał majątek braciom Andrzejowi i Kazimierzowi Lubomirskim (transakcja ta wysunęła tę rodzinę pod względem posiadania majątków ziemskich na czoło galicyjskiego ziemiaństwa). W tym okresie rozpadło się także jego małżeństwo, jego żona pozostała w Galicji, sam zaś Jakub związał się z  Leopoldyną Rossow i zamieszkał na stałe w Wiedniu, gdzie był właścicielem domu, posiadłości w Sitzenbergu, oraz kolekcji obrazów, w tym portretów rodzinnych. Był także nadal właścicielem dóbr Babińce pod Dźwinogrodem w Galicji.  

## Odznaczenia
Otrzymał order Żelaznej Korony 3 klasy (1873) kawaler orderu Franciszka Józefa (1895).

## Rodzina
Urodził się w ormiańskiej rodzinie ziemiańskiej pochodzącej z Mołdawii, której potwierdzono szlachectwo 8 lipca 1789. Jego ojcem był Mikołaj Romaszkan (1811-1882) i Teresa z Plohlów. Ożenił się w 1868 z Heleną z Petrowiczów (1850-1938) będąca córką pierwszego burmistrza Czerniowiec Jakuba Petrowicza. Mieli trzy córki: Marię Teresę (1869-1961), żonę Józefa Lasockiego (1861-1931), Joannę Antoninę Stefanię (1870-1940), żonę Juliana Brunickiego (1864-1924), i Annę Franciszkę (ur. 1874), żonę Eduarda Strohschneidera.

## Zob. też
Wiki.Ormianie - Jakub Romaszkan